# Can Mengol (Sant Gregori)
Can Mengol és una obra de Sant Gregori (Gironès) protegida com a Bé Cultural d'Interès Local.

## Descripció
Masia de planta rectangular desenvolupada en planta baixa i pis. La coberta és de teula àrab a dues vessants, acabada amb un senzill ràfec de teula i rajol pintat amb calç. Les parets portants són de maçoneria, arrebossada a la façana i deixant a la vista els carreus de les cantonades i les obertures. La porta d'accés és emmarcada per dovelles i al pis hi ha tres finestres de caràcter medieval amb impostes que ajuden a la llinda de pedra a salvar la llum. L'interior s'estructura amb tres crugies perpendiculars a la façana principal, a la crugia lateral dreta, tant en planta baixa com al pis, hi ha un pilar fet amb lloses de pedra al mig de la sala. Els sostres són fets amb cairats de fusta excepte a la part lateral esquerra, més posterior, que és coberta amb volta de rajol.